# (29997) 2000 AE127
A (29997) 2000 AE127 a Naprendszer kisbolygóövében található aszteroida. A LINEAR projekt keretében fedezték fel 2000. január 5-én.